# Félix Hülsemann
Félix Marie Aloyse Hülsemann (Luxemburg-Stad, 26 mei 1915 – aldaar, 28 augustus 2012 was een Luxemburgs kunstschilder en docent.

## Leven en werk
Félix Hülsemann was een zoon van musicus Michel Hülsemann en Antoinette Schon. Na de Industrieschool in Luxemburg-Stad, studeerde Hülsemann aan de Akademie der bildenden Künste in Wenen (1934-1936), als leerling van Carl Fahringer, en de École nationale supérieure des beaux-arts (1936-1938) in Parijs. In 1939 behaalde Hülsemann het examen professeur de dessin, zodat hij tekenleraar kon worden in Luxemburg. In 1941 trouwde hij met Liliane Hirsch, uit dit huwelijk werd waterskiester Sylvie Hülsemann geboren. Van 1943 tot zijn pensioen in 1980 gaf Hülsemann les, hij was als docent verbonden aan het meisjeslyceum in Esch-sur-Alzette en het jongenslyceum en het Lycée Michel Rodange in de hoofdstad.
Hülsemann maakte schilderijen, gravures en tekeningen. Hij sloot zich aan bij kunstenaarsvereniging de Cercle Artistique de Luxembourg, waar hij van 1946 tot 1959 deelnam aan de salons. In 1968 had hij en solotentoonstelling bij Galerie Beffa in Luxemburg-Stad.
Félix Hülsemann overleed op 97-jarige leeftijd.

## Enkele werken
- 1945 Le vieux Luxembourg, album met 12 stadsgezichten (tekening) van Hülsemann.
- 1949 twee tekeningen voor An der Ucht (1950), een Luxemburgsge familiekalender. Luxemburg: Bourg-Bourger.

- Musée national d'archéologie, d'histoire et d'art: lkl004092